# Sandviken, Södertälje kommun
Sandviken är en tätort i Södertälje kommun, belägen på Enhörnalandet, norr om Södertälje.

## Historia
Tätorterna Sandviken, Vattubrinken och Ekeby samt byarna Tuna och Stjärna och Aska med omnejd brukar gemensamt kallas för Enhörna. Området tillhör Enhörna församling, och Enhörna kommundel i Södertälje kommun. På 1890-talet började	Sandviken exploateras som sommarvillaområde. Enhörna kommundel bildades år 1967, när Enhörna kommun införlivades med Södertälje. Kommunen Enhörna bildades i sin tur igenom en sammanslagning av kommunerna Ytter- och Överenhörna år 1952. SCB klassar sedan 2020 bebyggelsen i Tuna, Stjärna och Aska som en del av tätorten, av SCB namnsatte till Aska, Tuna och Sandviken, som efter utbrytning 2023 av Tuna återfick namnet Sandviken.

### Befolkningsutveckling
| Befolkningsutvecklingen i Sandviken/Aska, Tuna och Sandviken 1990–2020                                                           | Befolkningsutvecklingen i Sandviken/Aska, Tuna och Sandviken 1990–2020 | Befolkningsutvecklingen i Sandviken/Aska, Tuna och Sandviken 1990–2020 | Befolkningsutvecklingen i Sandviken/Aska, Tuna och Sandviken 1990–2020 | Befolkningsutvecklingen i Sandviken/Aska, Tuna och Sandviken 1990–2020 |
| --- | ---------------------------------------------------------------------- | ---------------------------------------------------------------------- | ---------------------------------------------------------------------- | ---------------------------------------------------------------------- |
| |                                                                        |                                                                        |                                                                        |                                                                        |
| År |                                                                        |                                                                        | Folkmängd                                                              | Areal (ha)                                                             |
| 1990 | 1990                                                                   |                                                                        | 159                                                                    | 69#                                                                    |
| 1995 | 1995                                                                   |                                                                        | 204                                                                    | 69#                                                                    |
| 2000 | 2000                                                                   |                                                                        | 239                                                                    | 66                                                                     |
| 2005 | 2005                                                                   |                                                                        | 338                                                                    | 69                                                                     |
| 2010 | 2010                                                                   |                                                                        | 338                                                                    | 72                                                                     |
| 2015 | 2015                                                                   |                                                                        | 418                                                                    | 151                                                                    |
| 2020 | 2020                                                                   |                                                                        | 877                                                                    | 262                                                                    |
| Anm.: Ny tätort 2000 (räknades tidigare som småort på grund av för hög andel fritidsbebyggelse). Tuna uppgick 2020 # Som småort. |                                                                        |                                                                        |                                                                        |                                                                        |

SCB räknade Sandviken som en småort vid den första avgränsningen år 1990 och likaså år 1995. År 1995 hade orten 204 invånare och borde därför räknats som tätort men gjorde inte det på grund av för hög andel fritidshus. Den fasta befolkningen har ökat och sedan år 2000 räknar SCB Sandviken som en tätort.

## Kommunikationer
Bussförbindelser med busslinje 787 finns med Södertälje regelbundet alla dagar (under sommaren även ner till Sandvikens brygga). Sommarhalvåret angör båtar till Stockholm och Mariefred bryggorna i Sandviken och Ekensberg dagligen.
De närmaste järnvägsstationerna är Södertälje Syd för fjärrtåg, Nykvarn för regionaltåg och för pendeltåg Södertälje centrum.